# Mạnh Phú Tư

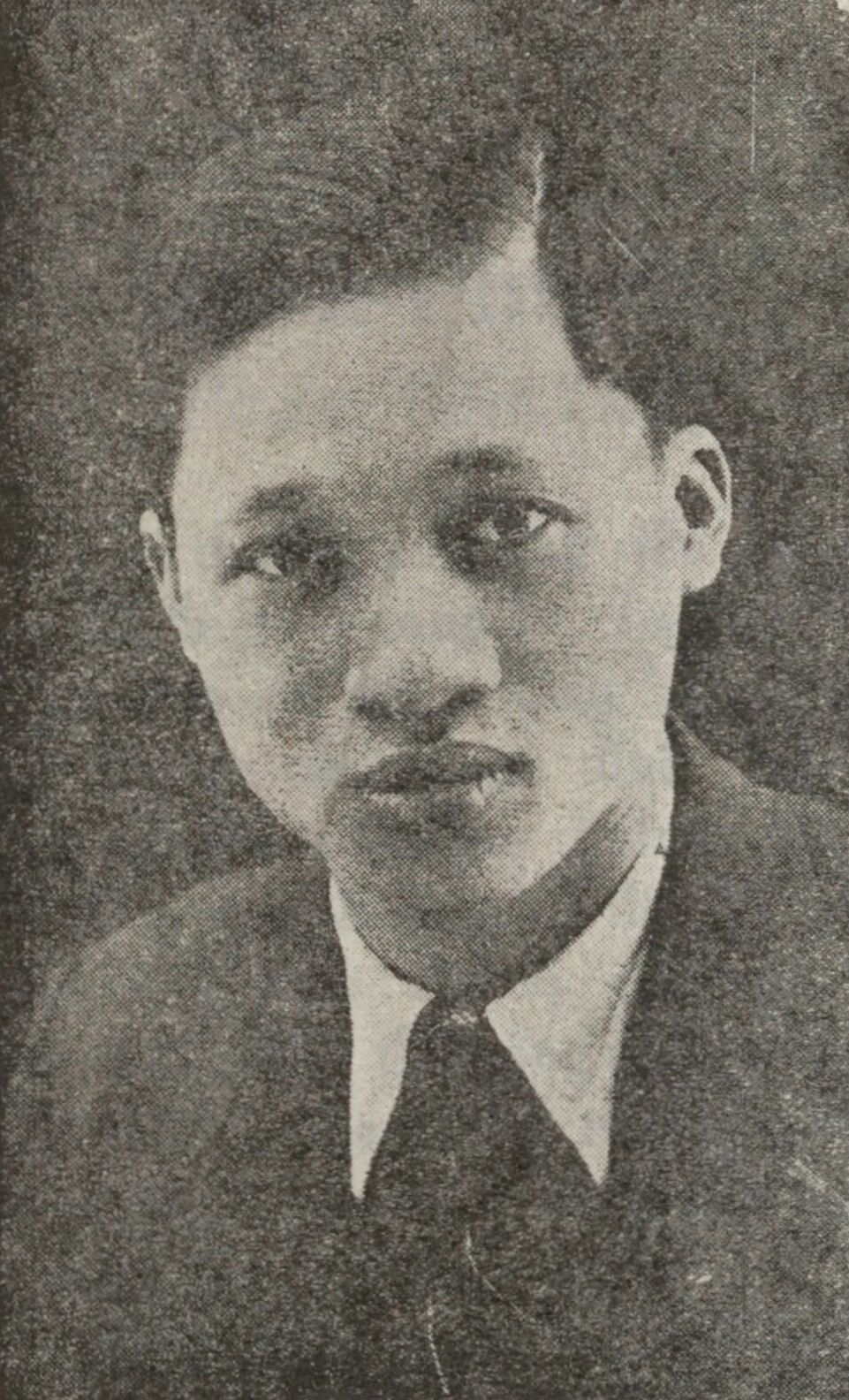
Nhà văn Mạnh Phú Tư

Mạnh Phú Tư (1913-1959), tên thật là Phạm Văn Thứ, cùng chi với chi của tuyển thủ bóng đá nam quốc gia Phạm Như Thuần, quê ở xã Thanh Lang, huyện Thanh Hà, tỉnh Hải Dương. Ông là một tác giả văn xuôi nổi tiếng trước năm 1945, trong đó tác phẩm tiêu biểu là tiểu thuyết "Làm lẽ" được giải thưởng của Tự lực văn đoàn năm 1939. Sau Cách mạng tháng Tám, ông giữ chức Phó chủ tịch Uỷ ban hành chính huyện Thanh Hà. Ông tiếp tục viết văn, làm báo. Năm 1959, ông mất ở Hà Nội khi đang làm biên tập viên báo "Văn học".

## Tác phẩm chính
- Làm lẽ (1939),
- Gây dựng (1941),
- Nhạt tình (1942),
- Sống nhờ (1942),
- Một thiếu niên (1942),
- Người vợ già (1942),